# Nepeta subsessilis
Nepeta subsessilis là một loài thực vật có hoa trong họ Hoa môi. Loài này được Maxim. mô tả khoa học đầu tiên năm 1875.

## Hình ảnh

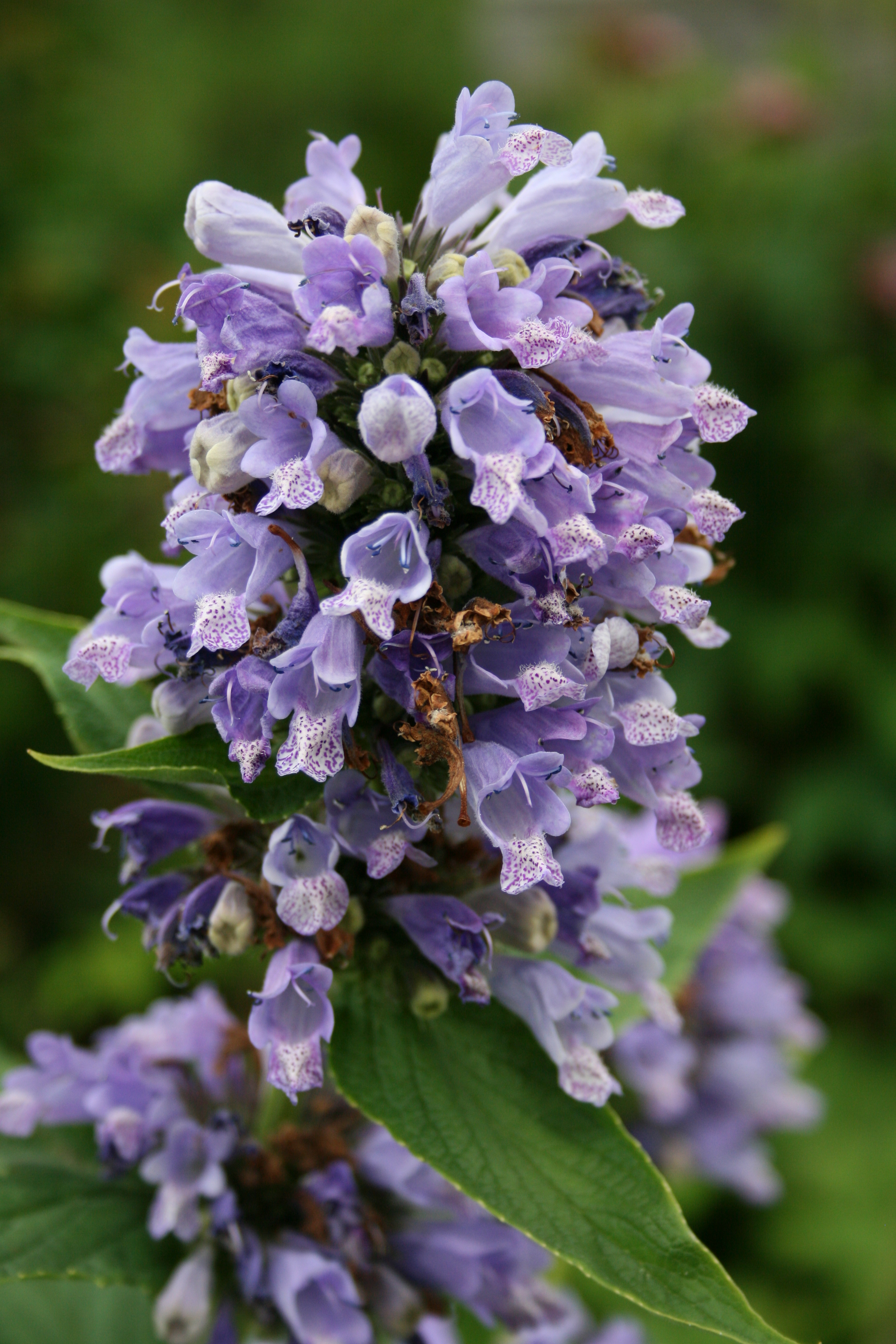